# Kisamos
Kisamos (gr. Κίσσαμος) – miejscowość w Grecji, na północno-zachodniej części Krety, w administracji zdecentralizowanej Kreta, w regionie Kreta, w jednostce regionalnej Chania. Siedziba gminy Kisamos. W 2011 roku liczyła 4236 mieszkańców.
Obecnie miejscowość jest portem rybackim, który przyjmuje także promy pochodzące z Peloponezu oraz wyspy Kithiry. Ma tu siedzibę Muzeum Archeologiczne, w którym znajdują się m.in. mozaiki z czasów rzymskich.